# Hermes da Fonseca
Hermes Rodrigues da Fonseca (São Gabriel, 12 maggio 1855 – Petrópolis, 9 settembre 1923) è stato un generale e politico brasiliano conservatore.
Fu presidente del Brasile dal 15 novembre 1910 al 15 novembre 1914.
Nipote del maresciallo, e primo presidente brasiliano, Manuel Deodoro da Fonseca, Hermes da Fonseca fece carriera nell'esercito imperiale prima e repubblicano poi, raggiungendo il grado di maresciallo.

## Biografia
Ministro della Guerra nel 1906, fu eletto presidente della Repubblica nel 1910 con l'appoggio dell'oligarchia gauchista, guidata dal senatore José Gomes Pinheiro Machado (che nel 1910, per appoggiare l'elezione di da Fonseca, fondò appositamente il Partido Republicano Conservador), ostile a paulistas e mineiros e alla loro "politica caffè e latte" ma favorevole a mantenere il regime repubblicano oligarchico (Política da Salvações). Come presidente, da Fonseca mantenne quasi costantemente lo stato d'assedio. Fu membro della Massoneria